# مركب بورون عضوي

بوران عضوي

حمض بورونيك عضوي

إستر حمض بورونيك عضوي

مركبات البورون العضوية هي مركبات عضوية حاوية على عنصر البورون في تركيبها، مثل المشتقات العضوية للبورانات، وتسمّى الكيمياء المهتمة بهذه المركبات باسم كيمياء البورون العضوية على العموم أو كيمياء البوروانات العضوية، عند دراسة تلك المركبات على وجه الخصوص.
تعد مركبات البورون العضوية من المركبات المهمة في الاصطناع العضوي، كما أنها من الكواشف المهمة في الكيمياء العضوية على العموم، حيث تستخدم مثلاً في تفاعل إضافة البورون الهيدروجينية.

## خصائص الرابطة بورون-كربون
إن الرابطة بين عنصري البورون والكربون C-B لها استقطاب ضعيف، حيث أن الفرق في الكهرسلبية قليل (2.55 للكربون مقابل 2.04 للبورون)، مما يجعل من مركبات ألكيل البورون ذات ثباتية جيدة.
يتميز البورون في مركباته أنه من أحماض لويس، حيث أنه يشكل روابط فقيرة بالإلكترونات، بالتالي فإن مجموعات مثل الفاينيل والأريل، والتي هي مانحة للإلكترونات. إن مركبات البورون العضوية هي مركبات محبّة للإلكترونات (إلكتروفيلية).

## الاصطناع
تحضّر مركبات البورانات العضوية مثل ثلاثي إيثيل البوران أو مثالث (خماسي كلورو فينيل) البوران من ثلاثي فلوريد البورون (وذلك كمعقد إيثر) من كواشف غرينيار الموافقة.
بطريقة أخرى، تتفاعل البورانات مع الألكينات بعملية تسمّى إضافة البورون الهيدروجينية. في هذه العملية يحدث تفاعل إضافة محبة للإلكترونات وذلك عكس قاعدة ماركوفنيكوف، حيث أن الهيدروجين يضاف إلى الكربون الأكثر استبدالاً، لأن البورون أقل كهرسلبية من الهيدروجين، بالتالي تبقى ذرة الكربون الأقل استبدالاً لذرة البورون، والتي تستبدا لاحقاً بمجموعة هيدروكسيل، بحيث يكون التفاعل الإجمالي عملية إضافة للماء إلى الرابطة المضاعفة بشكل معاكس لقاعدة ماركوفنيكوف. تستخدم هذه الطريقة عادة مع مركبات بورون ذات مستبدلات لها إعاقة فراغية، مثل مركب البورون العضوي 9-بور مضاعف حلقي (1.3.3) نونان (9-BBN)، والذي يحصل عليه من تفاعل حلقي الأوكتادين مع ثنائي البوران.
من طرق التحضير الأخرى، إجراء تفاعل يسمّى بورلة Borylation، وهو تفاعل عضوي محفّز باستخدام فلز انتقالي، يعطي مركبات بورون عضوية عن طريق إجراء تفريع بمجموعات وظيفية لروابط C-H الأليفاتية والعطرية. من الكواشف المستخدمة لهذا التفاعل مركب مضاعف (بيناكولاتو) ثنائي البوران.

## التفاعلات

### البوررة الألّيليّة
إن تفاعل البوررة الألّيليّة اللامتناظر Asymmetric allylboration يعطي مثالاً على تطبيق مهم لمركبات البورون العضوية في تشكيل الرابطة كربون-كربون. يظهر المثال المرفق خطوة من تفاعل اصطناع نيكولاو Nicolaou's synthesis وذلك لمركب إيبوثيلون Epothilone. يحدث تفاعل البوررة الألّيليّة اللامتناظر باستخدام أليل البوران المشتق من ألفا-بينين اليدواني، وذلك بشكل متزامن مع استخدام إيثر السيليل TBS كمجموعة حماية وباستخدام التحليل الأوزوني ozonolysis. بشكل عام، يعطي هذا التفاعل تجانس في ترتيب ذرات الكربون، بحيث ينتج ترتيب أسيتوجينين المطلوب.

### البورات
يمكن أن يؤكسد ثلاثي ألكيل البوران BR3 إلى ملح البورات الموافق B(OR)3، وبذلك يمكن تحليل كمّي للروابط C-B في مركب بورون عضوي ما. يمكن إجراء عملية الأكسدة باستخدام أكسيد ثلاثي ميثيل أمين Me3NO، حيث أن ثلاثي ميثيل أمين الناتج يمكن معايرته.
يتفاعل حمض البورونيك RB(OH)2 مع بيفلوريد البوتاسيوم [K[HF2 ليشكل أملاح ثلاثي فلوروبورات عضوية [K[RBF3، والتي تعد مركبات طليعيّة لثنائي فلوريد ألكيلات RBF2 وأريلات البورون المحبة للنواة (النكليوفيلية) ArBF2. تكون الأملاح أكثر استقراراً من أحماض البورونيك نفسها، وتستخدم على سبيل المثال من أجل ألكلة ألدهيدات معيّنة.

### تفاعل سوزوكي
إن مركبات البورون العضوية تخضع تفاعلات الانتقال الفلزية، خاصة مع مركبات البالاديوم العضوية، وذلك ما يحدث في تفاعل سوزوكي، والذي يتضمن تفاعل ازدواج أريل أو فاينيل حمض البورونيك مع هاليد ألكيل أو أريل بوجود حفّاز من أحد معقدات البالاديوم(0).
يعد هذا التفاعل أحد الطرق المهمة لتشكيل الروابط كربون-كربون.